# 克拉科夫火車總站

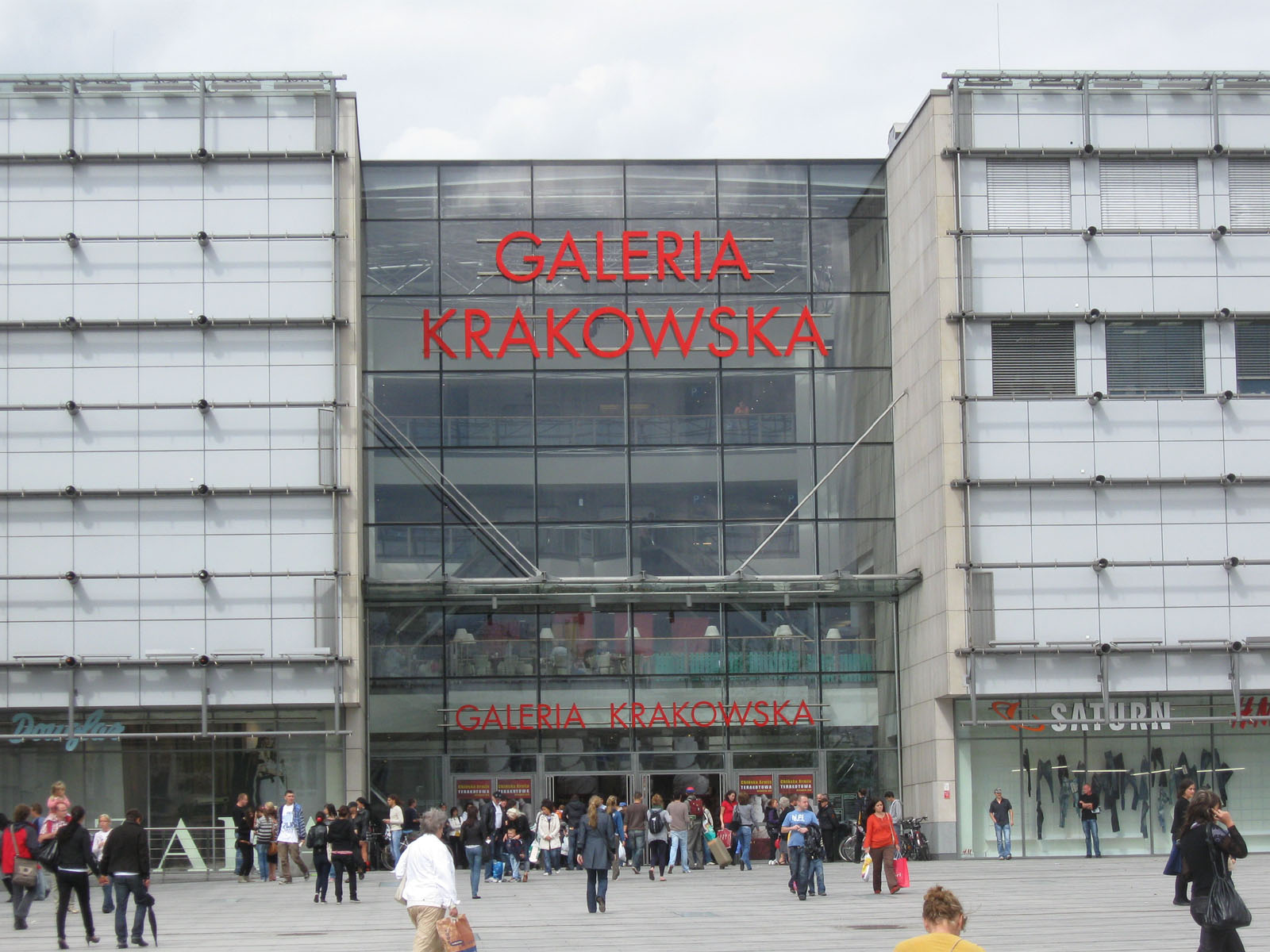
位於站區西側、並與車站共構的「克拉科夫之廊」（Galeria Krakowska）複合式商場

克拉科夫火車總站（波蘭語：Kraków Główny）是波蘭第二大都市克拉科夫的主要鐵路車站，1847年啟用，由波蘭國家鐵路管理。該站位於克拉科夫老城東北側，周邊亦有電車與公車車站以供旅客前往市區各地。站內共有5個月台（5座10線），所有行經該站的路線均有列車停靠。該站也有多列開往國外的國際列車。